# Niklas Forsberg
Per Niklas Forsberg (* 6. März 1994) ist ein ehemaliger schwedischer Biathlet.
Niklas Forsberg startet für Biathlon Östersund. Er gab sein internationales Debüt im Rahmen der Olympischen Jugend-Winterspiele 2012 in Innsbruck. Im Sprint wurde er 29., im Verfolgungsrennen 19. sowie mit Linn Persson, Lotten Sjödén und Mattias Jonsson in der Biathlon-Mixed- sowie mit Lotten Sjödén, Jonna Sundling und Marcus Ruus in der Biathlon/Skilanglauf-Mixed-Staffel jeweils Achter. Es folgten die Biathlon-Juniorenweltmeisterschaften 2012 in Kontiolahti, bei denen Forsberg 27. des Einzels und 24. in Sprint und Verfolgung wurde. Mit Victor Olsson und Robert Sjöström gewann er im Staffelrennen zudem hinter der französischen Staffel die Silbermedaille. Ein Jahr später kamen in Obertilliach die Platzierungen elf im Einzel, 23 in Sprint und Verfolgung sowie 13 mit der Staffel hinzu. 2014 wurde Forsberg in Presque Isle 41. des Einzels, 16. des Sprints und 17. der Verfolgung, 2015 in Minsk 48. des Einzels, 53. des Sprints, 45. der Verfolgung und Staffel-Siebter. Kurz zuvor startete Forsberg in Otepää auch bei den Juniorenrennen der Biathlon-Europameisterschaften 2015, bei denen der Schwede auf die Ränge 22 im Einzel, 31 im Sprint und 30 in der Verfolgung kam. Für das Staffelrennen wurde er in die schwedische Männer-A-Mannschaft berufen.
Zum Auftakt der Saison 2014/15 bestritt Forsberg in Beitostølen seine ersten Rennen bei den Männern im IBU-Cup. Bei seinen ersten Sprintrennen belegte er die Plätze 57 und 58. Beim Staffelrennen der Europameisterschaften 2015, seinem ersten Einsatz bei den Männern bei einer internationalen Meisterschaft, kam er an der Seite von Gabriel Stegmayr, Torstein Stenersen und Simon Hallström als Schlussläufer der schwedischen Staffel auf den zehnten Platz.